# Movimento armato sardo
Il Movimento armato sardo, in acronimo MAS, è stato un gruppo armato di stampo indipendentista che ha operato in Sardegna dal 1983 al 1985 rivendicando alcuni omicidi e due sequestri di persona che fruttarono circa mezzo miliardo di lire oltre a vari attentati dinamitardi con vittime sia civili sia appartenenti alle forze armate italiane. Seguendo le tesi di Giangiacomo Feltrinelli, il gruppo voleva unire la lotta di classe del comunismo con le spinte indipendentiste della Sardegna, organizzando attentati contro le forze armate italiane e contro le proprietà della borghesia presenti in Sardegna, accusate di speculazione sul territorio nonché di sfruttamento sui lavoratori sardi.

## Storia
La sigla "MAS" divenne nota nel giugno 1983 quando in un volantino l'organizzazione rivendicò una serie di omicidi di testimoni e presunti "delatori" o parenti di imputati "pentiti". Il primo assassinio risale al 15 giugno 1983 a Mamoiada quando venne ucciso Claudio Balia, fratello di Alberto che era ritenuto un "pentito" delle Superanonima gallurese; alcuni giorni dopo venne ucciso anche un macellaio, Gonario Sale, che in un volantino di rivendicazione venne accusato di essere un delatore, il 5 luglio venne ucciso Giovanni Bosco, originario di Benevento, ucciso nel suo distributore di benzina nei pressi di Dorgali in quanto testimone del rapimento di Pasqualba Rosas.
Vengono poi rivendicati due omicidi commessi tempo prima, quelli dei due pastori di Mamoiada, i fratelli Giuseppe e Giovanni Debuggias, uccisi il primo nel febbraio del 1982 e il secondo nel marzo del 1983. Anche il sequestro dei coniugi Salvatore Buffoni e Rina Mulas, entrambi di Bitti, venne rivendicato dal MAS: agli ostaggi, dopo la loro liberazione, venne consegnato un volantino che rivendicava anche l'omicidio del pastore Ciriaco Demelas ucciso a Bitti il 6 giugno 1983.
Seguono altri due omicidi, a Oniferi, dove il 10 luglio vengono uccisi nl loro ovile Pietro Paolo Brau e il figlio Bernardo; ad Arzana il 23 agosto venne ucciso l'agente di custodia Antonio Murredda; a Silanus il 12 ottobre venne ucciso il pastore Giovanni Antonio Faedda (nel novembre 1982 era stato ucciso anche il figlio Giovanni Battista).
Venne rivendicato anche il sequestro di Anna Bulgari e del figlio Giorgio Calissoni avvenuto nei pressi di Latina il 19 novembre del 1983. Nel processo contro il MAS del 1988, degli undici rinviati a giudizio vennero riconosciuti colpevoli soltanto Claudio Cadinu di Mamoiada e Mauro Orunesu di Bitti, condannati a 26 e 7 anni di reclusione rispettivamente. Nel 1993 però la corte d'appello ribalterà la sentenza e assolverà entrambi gli imputati. Non ci furono quindi mai colpevoli per i reati rivendicati dal MAS.

## Categorie esterne
- Indipendentismo sardo